# ندى قعوار
ندى قعوار هيَ رياضية أردنية معتزلة مُتخصصة في دفع الجلة، وُلدت في 23 نوفمبر 1975. مَثلت ندى بلدها في الألعاب الأولمبية الصيفية 1996 وَ2000، كما مَثلت بلدها في بطولتين من بطولات العالم، ولكنها لم تتأهل للجولات النهائية. تمتلك ندى عدد من السجلات الوَطنية. عام 1999 حصلت ندى قعوار على ميداليتين ذهبيتين في دورة الألعاب العربية التاسعة (دورة الحسين). كما انها سجلت للأدرن الميدالية الذهبية الأولى لها من اصل رصيده ٤ ميداليات (ذهبية وفضية وبرونزيتين) خلال مشاركاتها في البطولة الآسيوية لألعاب في نسخة عام ٢٠٠٠ بإندونيسيا.

## سجل المنافسة
| العام       | المسابقة                  | المكان      | المركز      | حدث         | ملاحظة      |
| مثلت الأردن | مثلت الأردن               | مثلت الأردن | مثلت الأردن | مثلت الأردن | مثلت الأردن |
| ----------- | ------------------------- | ----------- | ----------- | ----------- | ----------- |
| 1996        | الألعاب الأولمبية         | أتلانتا     | 24 (q)      | دفع الجلة   | 15.28 م     |
| 1997        | بطولة العالم 1997         | أثينا       | 24 (q)      | دفع الجلة   | 15.76 م     |
| 1999        | دورة الألعاب العربية      | عمان        | 1           | دفع الجلة   | 17.33 م     |
| 1999        | دورة الألعاب العربية      | عمان        | 1           | رمي القرص   | 57.52 م     |
| 1999        | بطولة العالم 1999         | إشبيلية     | 25 (q)      | دفع الجلة   | 16.30 م     |
| 2000        | بطولة آسيا 2000           | جاكرتا      | 1           | دفع الجلة   | 17.46 م     |
| 2000        | الألعاب الأولمبية الصيفية | سيدني       | 25 (q)      | دفع الجلة   | 15.67 م     |

## روابط خارجية
- ندى قعوار على موقع الاتحاد الدولي لألعاب القوى (الإنجليزية)
- ندى قعوار على موقع اللجنة الأولمبية الدولية (الإنجليزية)
- ندى قعوار على موقع أوليمبيديا (الإنجليزية)